# آمال سعد الدين
آمال سعد الدين  (15 يوليو 1968 -)، ممثلة ومخرجة سورية.

## عن حياتها
غابت عن التلفزيون لمدة طويلة لكنها عادت بعدها من خلال مسلسل ضيعة ضايعة. بدأت في مجال الدوبلاج عام 1994 في دور سونيك، ومن بعدها توالت عليها أدوار الدبلجة.
تتمتع آمال بنبرة مميزة في صوتها. من أشهر أدوار آمال، هو دور «كونان» في المحقق كونان، والممرضة جوي من بوكيمون، وعبقور من المسلسل الشهير عبقور، وهي زوجة الفنان قاسم ملحو عملت في المسلسلات التلفزيونية مثل: يوميات جميل وهناء وعيلة 7 نجوم وضيعة ضايعة. عملت كمذيعة بدور كونان في البرنامج الشهير «كونان على الهواء» والذي كان الأول من نوعه في عام 2001. وقد اظهرت براعة في التقديم باللغة الفصحى.

## أعمالها

### المسلسلات
- ما اختلفنا
- كونتاك
- النو
- الدوار
- ليل الخائفين
- تل الرماد
- العوسج
- رمح النار
- يوميات فهمان
- بطل من هذا الزمان
- الفندق
- جميل وهناء
- إخوة التراب
- عيلة 7-8 نجوم
- الخريف
- الأرواح المهاجرة
- أنت عمري
- البحث عن صلاح الدين
- رمح النار
- ضيعة ضايعة[2][3]
- السراب
- ببساطة
- وهم
- بقعة ضوء
- جدي بحر
- حارس القدس

### الإذاعة
- حكم العدالة

### السينما
- نسيم الروح

### الدوبلاج
تتميز آمال سعد الدين بصوت رخيم متعدد الطبقات، إذ أنها تملك موهبة تغيير الأصوات بحسب حالات الشخصية. يُعتبر أدائها بشخصية كونان إيدوجاوا في مسلسل الأنمي الياباني المحقق كونان هو أشهر أدوارها على الإطلاق، وتُعتبر إحدى رواد العمل في الدبلجة الكرتونية في العالم العربي. إضافةً إلى أعمالها قامت بتقديم برنامج كونان على الهواء بصوت شخصية كونان إيدوجاوا على الهواء مُباشرةً في العام 2000 على قناة سبيستون.

#### الرسوم المتحركة
| الشخصية        | المسلسل                |
| -------------- | ---------------------- |
| كونان          | المحقق كونان[4]        |
| سونيك          | مغامرات سونيك القنفذ   |
| أصفر           | بيدا بول               |
| جراني          | مغامرات سلفستر وتويتي  |
| بيبي           | بيبي الشقية            |
| ناستينا        | بوكيمون                |
| توكي (أخ باتو) | سيف النار              |
| ريم            | ينبوع الأحلام          |
| عبقور          | عبقور                  |
| رانكا          | موكا موكا              |
| باندا          | همتارو                 |
| دكستر          | همتارو                 |
| بونزو          | القناص                 |
| فيفي           | فيفي والزهرات الصغيرات |
| شهد            | شهد والأبطال           |
| علّام           | مدينة الصفصاف          |
| أولونغ         | دراغون بول             |
| لونا           | داي الشجاع             |
| روزي           | روزي الصغيرة           |
| أم دبدوب       | دبدوب المحبوب          |
| نهاد           | أنا وأخواتي            |
| ليون           | بلاك كات               |
| ترين الصغير    | بلاك كات               |

## وصلات خارجية
- آمال سعد الدين على موقع قاعدة بيانات الأفلام العربية